# Motorhaubenbauform bei Lastkraftwagen und Bussen

Von oben nach unten:
Langhauber, Kurzhauber, Frontlenker

Lastkraftwagen (Lkw) und Omnibusse können mit verschiedenen Motorhaubenbauformen konstruiert werden. Unterschieden wird zwischen Langhaubern, Kurzhaubern und Frontlenkern (in Österreich als Stirnsitzer bezeichnet). Die Motorhaubenbauform hängt eng mit den Positionen des Motors, des Fahrerhauses und der Vorderachse(n) relativ zueinander zusammen.
Lkw, die in der Land-, Forst- und Bauwirtschaft außerhalb von besiedelten Gebieten als reine Zugmaschinen eingesetzt werden, werden heute noch als Langhauber gebaut, insbesondere, wenn sie mit starken und dadurch groß gebauten Motoren ausgestattet sind.
Fahrzeuge, bei denen es auf platzsparende Nutzung der vom Fahrzeug eingenommenen Straßenfläche für Ladung oder Passagiere ankommt, werden eher mit kurzer oder ohne vorstehende Motorhaube gebaut. Der Motor kann in diesem Fall unter dem Fahrerhaus, teilweise oder ganz hinter dem Fahrerhaus oder unter dem Heck des Fahrzeuges liegen.
Bei Fahrzeugen zum Einsatz in urbanen Gebieten muss oftmals ein Kompromiss gefunden werden. Eine besonders kompakte Bauform des Gesamtfahrzeugs wird bei Lastkraftwagen häufig dadurch erreicht, dass die Fahrerkabine über dem Motor platziert wird. Dies führt zu einer deutlich erhöhten Sitzposition des Fahrers, die einen guten Überblick über die Verkehrssituation ermöglicht. Nachteilig ist die erhöhte Position, wenn der Fahrer häufig ein- und aussteigen oder mit anderen Personen auf Straßenniveau kommunizieren muss.
Eine kompakte Bauform mit niedriger Sitzposition wird bei Citybussen wie Londons ehemaligen Stockwerkbussen Routemaster dadurch erreicht, dass das Ein-Mann-Führerhaus vorne einseitig seitlich positioniert wird, so dass daneben Platz für den Motor oder den Einstiegsbereich für die Passagiere bleibt.
Auch Nutzfahrzeuge wie überschwere Muldenkipper, Autokrane und andere Spezialfahrzeuge besitzen gelegentlich ein einseitig seitlich liegendes Fahrerhaus.

## Bauformen im Überblick

### Langhauber
Langhauber, auch Haubenlenker sind Fahrzeuge mit eher schmaler, langgezogener Motorhaube, die dem Fahrerhaus vorgelagert ist. Der Motor – typisch ein aufrecht stehender Reihenmotor – ragt nur relativ wenig, insbesondere mit dem angebauten Getriebe, in das Fahrerhaus, welches dadurch relativ niedrig liegen kann. Eingestiegen wird hinter den Vorderrädern. Vor den Kotflügeln befand sich oftmals eine Plattform, die als seitlicher Standplatz zur Motorwartung diente. Auch wurden vor den Kotflügeln häufig Stäbe mit Visierkugeln montiert, die schräg nach außen und oben ragten, um aus der tiefliegenden Sicht des Fahrers die vorderen Ecken des Fahrzeuges in beengten Fahrsituationen genauer abschätzen zu können.

### Kurzhauber
Kurzhauber sind Fahrzeuge mit längs oder quer eingebautem Motor, deren Fahrerkabine teilweise über dem Motorraum platziert wird. Das Fahrerhaus wird mit Sitz- und Fuß-Position möglichst tiefliegend gebaut, um häufiges Ein- und Aussteigen wie im städtischen Lieferverkehr zu erleichtern. Mitunter wird in Kauf genommen, dass Teile der Umhausung der Motor-Getriebe-Einheit so hoch ins Führerhaus ragen, dass kein durchgehender Fußraum besteht.

### Frontlenker
Als Frontlenker (in Österreich auch: Stirnsitzer) werden Fahrzeuge bezeichnet, die keinen Vorbau an der Fahrzeugfront für den Motor haben, diese kann allerdings für Windschlüpfigkeit, Karosseriesteife oder konstruktiv erwünschte Wölbung der Windschutzscheibe etwas gewölbt und an der Konturkante abgerundet sein.
Der Motor ist beim Frontlenker unter dem dann höherliegenden Fahrerhaus (COE = Amerikanisches Englisch „Cab over Engine“, Kabine über dem Motor) oder er sitzt unter einer Erhöhung in Form eines Motortunnels. Auch kann er unterflur zwischen den Achsen oder im Fahrzeugheck platziert sein.

## Geschichte

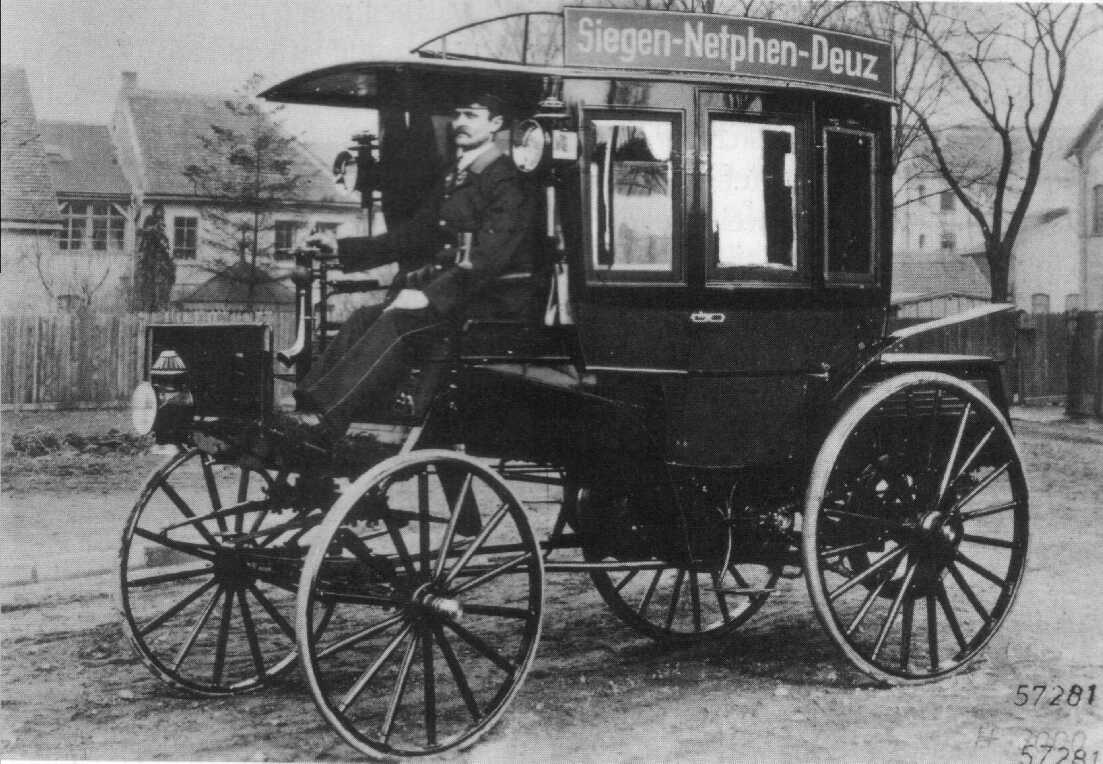
Sowohl der erste Omnibus als auch…(1895)

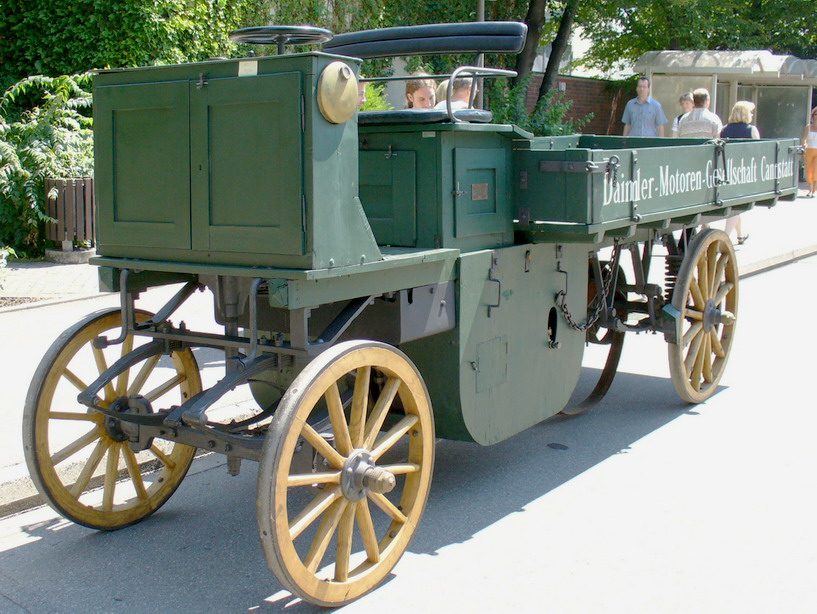
…die ersten Lkw waren Frontlenker

Der erste Omnibus und die ersten Lkw der Welt waren jeweils Frontlenker mit Heck- bzw. Unterflurmotor. Das Merkmal des Frontlenkers ging allerdings mit der Zeit verloren, als der Motor mit dem Kühler vor den Fahrerplatz verlegt wurde; so entstand der Langhauber. Bei dieser Bauart befindet sich vorne der Motor, gefolgt vom Fahrerhaus und der Ladefläche bzw. dem Fahrgastraum. Der Vorteil dieser Bauart ist die gute Zugänglichkeit des Motors bei Wartung und Reparatur. Die Nachteile der Langhauber bestehen einerseits in einer recht geringen Übersichtlichkeit des Fahrzeugs für den Fahrer und andererseits in der Tatsache, dass der Vorbau mit dem Motor die Gesamtlänge des Fahrzeugs beträchtlich erhöht bzw. die verfügbare Ladefläche verringert.
Nachdem die gesetzlichen Regelungen, die die zulässige Gesamtlänge beschränkten, immer restriktiver wurden, mussten sich die Nutzfahrzeughersteller Gedanken über optimierte Bauformen machen, um das Verhältnis von der für die Ladung nutzbaren Länge zur Gesamtlänge zu verbessern. Ein Schritt in diese Richtung bestand in der Konstruktion von Kurzhaubern, bei denen der Motor ein Stück in das Fahrerhaus hineingeschoben ist.
Für die bessere Ausnutzung der Fahrzeuglänge noch besser geeignet war die Rückbesinnung zum Frontlenker, bei dem sich das Fahrerhaus über oder vor dem Motor befindet. Endgültig durchgesetzt hat sich diese Bauform nach dem Zweiten Weltkrieg, in Deutschland im Wesentlichen in den 1960er Jahren. Der Nachteil dieser Konstruktion bestand zunächst in der erheblich schlechteren Erreichbarkeit des Motors, der nur durch zahlreiche Klappen und Öffnungen gewartet und repariert werden konnte. Bei vielen Fahrzeugen musste zum Ausbau des Motors die Vorderachse oder das ganze Fahrerhaus demontiert werden.

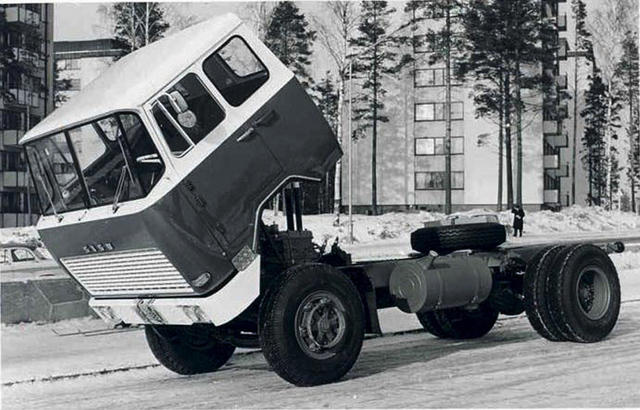
Sisu KB-112 mit kippbarem Führerhaus

Dieses Problem wurde durch die Konstruktion von kippbaren Fahrerhäusern gelöst. Die ersten Frontlenker mit kippbarer Kabine erschienen schon in den 1930er Jahren in den USA. Europäische Hersteller waren dagegen recht zögerlich, da Sicherheitsprobleme befürchtet wurden. Insbesondere fürchtete man, das Fahrerhaus könnte bei Vollbremsungen oder Unfällen abreißen und nach vorne schlagen. 1955 stellte der deutsche Hersteller Magirus-Deutz einen Frontlenker-Prototyp mit Kippkabine auf der Frankfurter IAA vor. Dieser stieß beim Publikum jedoch auf große Skepsis und ging nicht in Serie. Der erste europäische Lkw mit kippbarer Kabine, der serienmäßig hergestellt wurde, war der Typ L4751 Raske TIPTOP von Volvo aus dem Jahr 1962. Als erster deutscher Hersteller nahm Krupp 1965 die Serienproduktion von Frontlenkern mit kippbarer Kabine auf, noch im selben Jahr gefolgt von MAN, Henschel und Faun. Mercedes-Benz hielt dagegen besonders lange an nicht kippbaren Frontlenker-Fahrerhäusern fest. Wegen ihrer vielen über das gesamte Fahrerhaus verteilten Wartungsklappen bekamen diese Lkw von Fahrern und Mechanikern schnell den Spitznamen „Adventskalender“. Noch bis 1984 wurden von Mercedes-Benz Frontlenker-Modelle mit feststehenden Kabinen angeboten. Einige Frontlenker-Lkw erhielten sogenannte Unterflurmotoren, die sich hinter der Fahrerkabine unterhalb der Ladefläche befanden. Diese Bauart konnte sich jedoch nicht durchsetzen. Bekanntester Hersteller solcher Fahrzeuge war das Unternehmen Büssing. Bei Bussen wurde der Motor in der Regel entweder in die Fahrzeugmitte (Unterflurmotor) oder ins Heck (Heckmotor) verlegt.

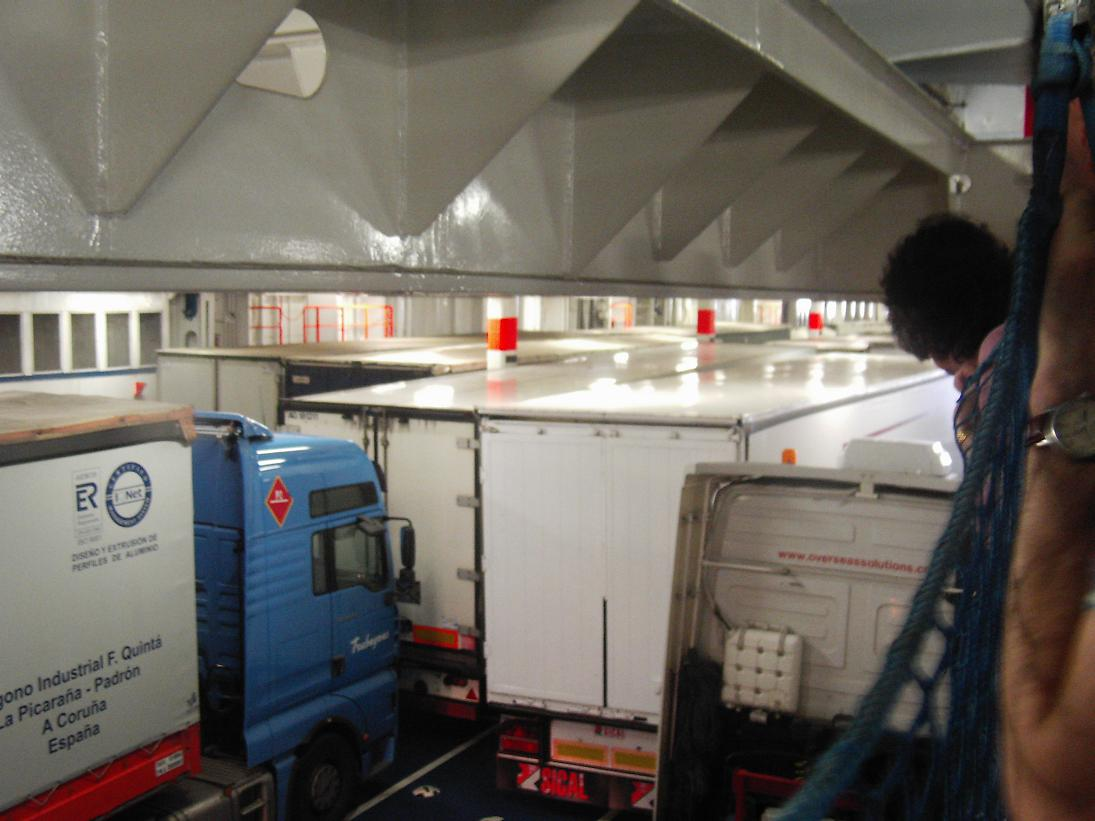
Frontlenker in einer Fähre

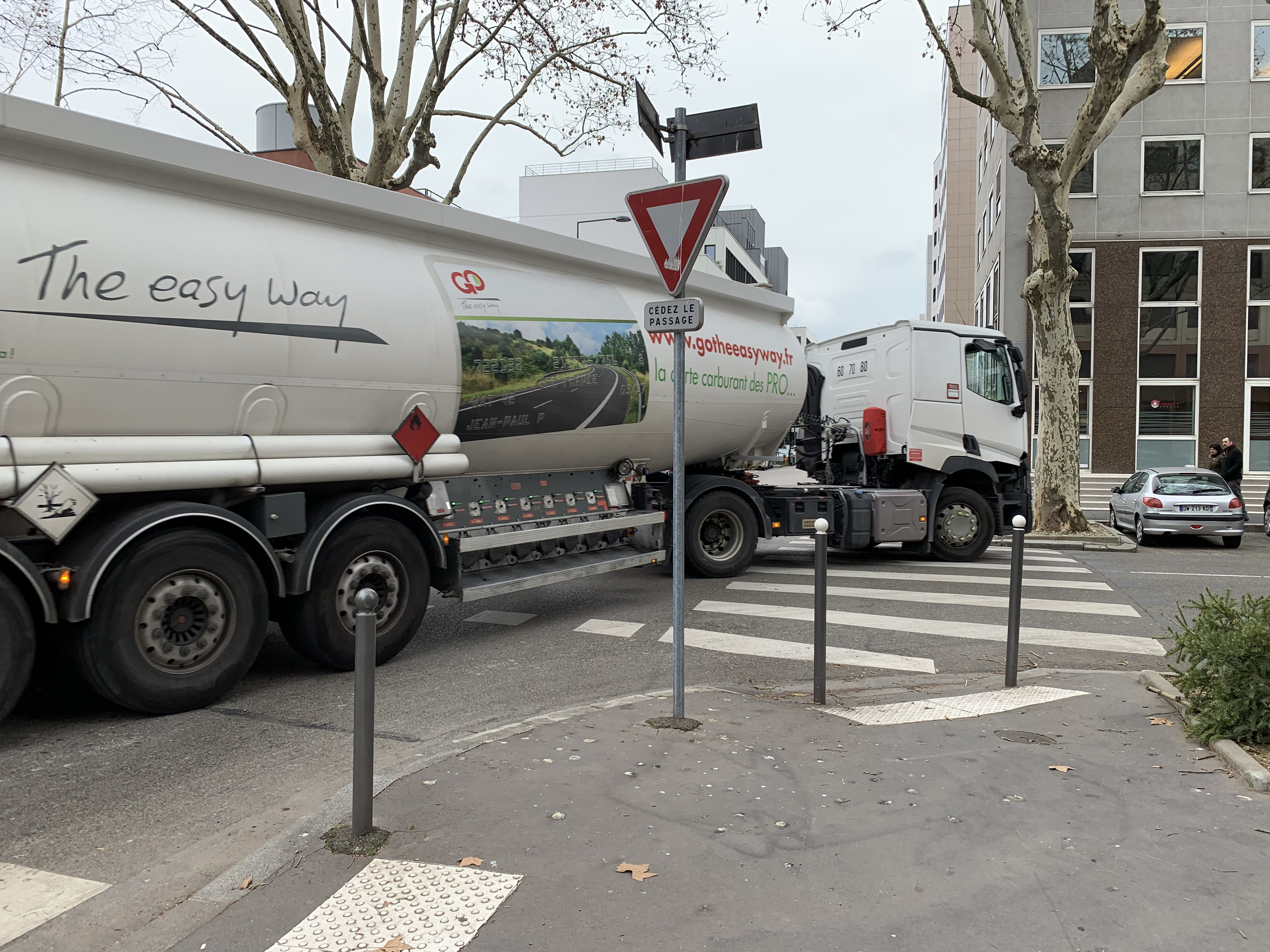
Frontlenker haben einen kleineren Wendekreis, was in engen Kurven von Vorteil ist

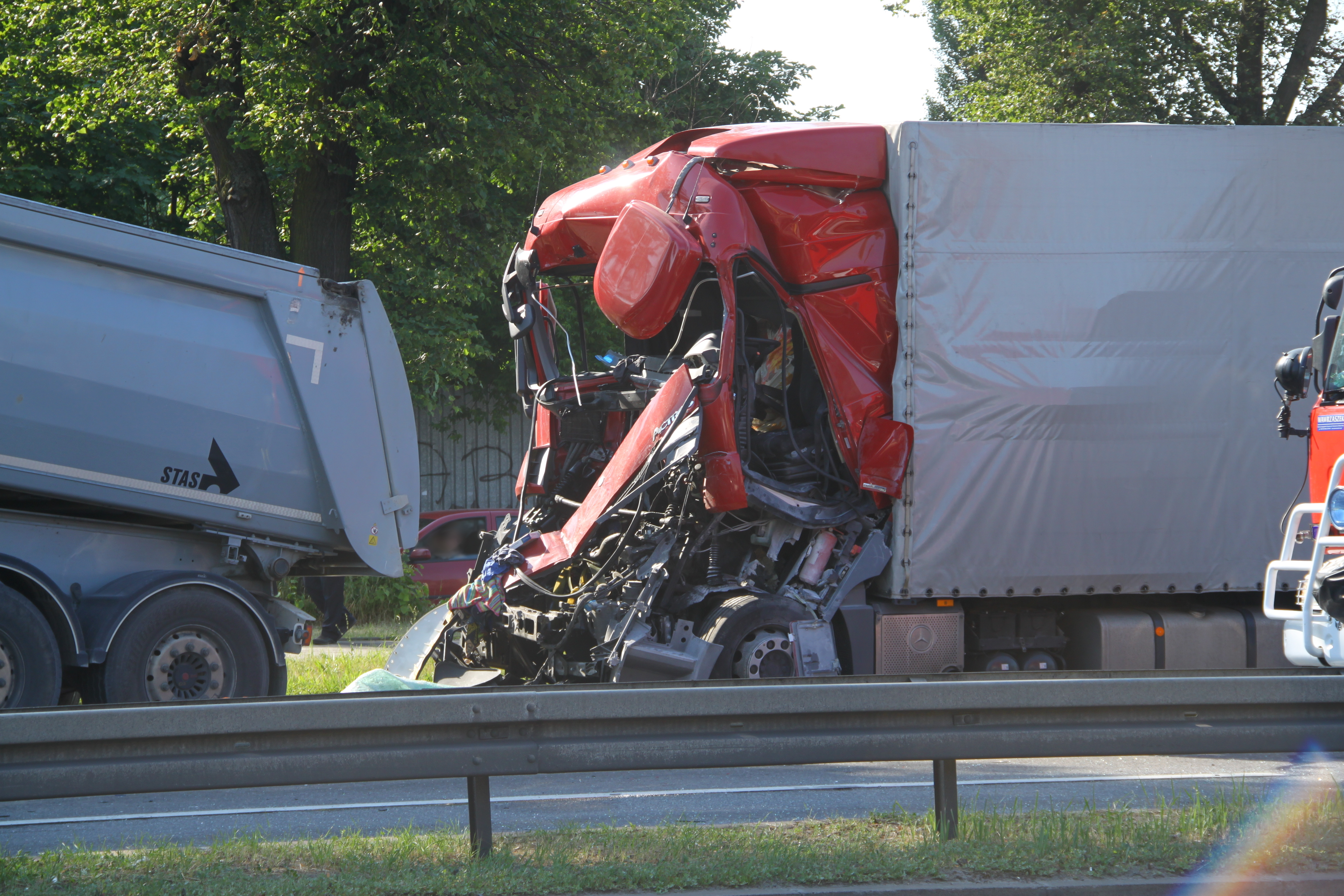
Frontlenker haben eine kleinere Knautschzone, was deren Insassenschutz verringert

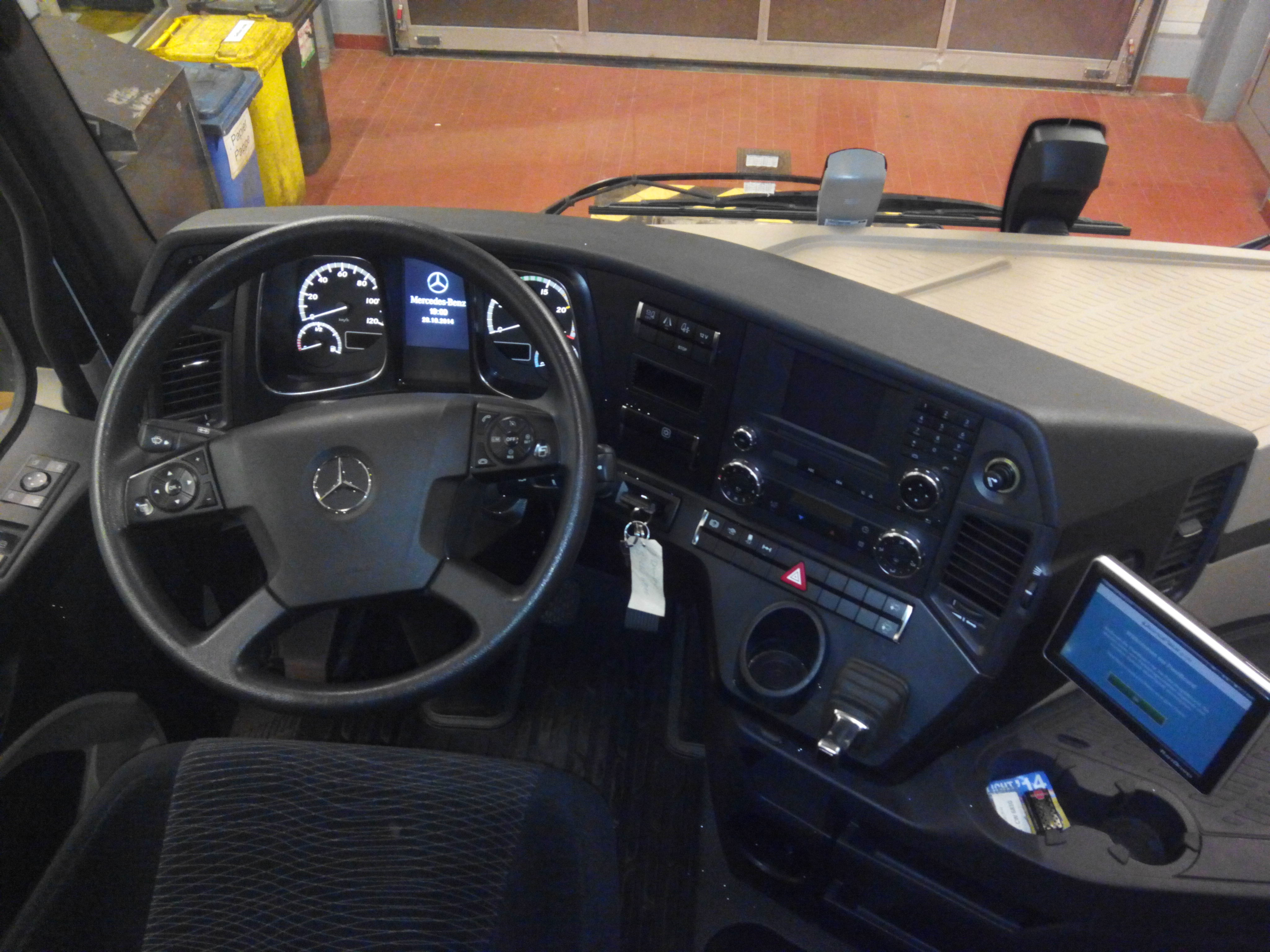
Der Fahrer eines Frontlenkers hat wegen der höheren Sitzposition und dem fehlenden Vorbau an der Fahrzeugfront eine bessere Übersicht

Durch verschärften Wettbewerb gewannen in den 1970er Jahren die Vorteile des Frontlenkers bei der nutzbaren Laderaumlänge an Gewicht: Bei einer maximalen Fahrzeuglänge von 12,5 Metern bedeuten 80 cm Motorhaube knapp 7 % weniger nutzbare Ladefläche. Auch in Anbetracht der vielen europäischen Fährverbindungen und der Abrechnung nach Fahrzeuglänge waren Frontlenker hier im Vorteil.
Die Frontlenker haben daher bei mittelschweren bis schweren Lkw die Hauber in Deutschland und Europa im Laufe der 1970er Jahre fast vollständig verdrängt, bei Bussen bereits in den 1960er Jahren.
Im zivilen Straßenverkehr konnten sich Lang- und insbesondere Kurzhauber am längsten im Bereich der Baufahrzeuge halten und zwar bis in die 1980er-Jahre, bevor sie auch dort den Frontlenkern Platz machen mussten. Ähnlich lange dauerte der Prozess der Ablösung bei Feuerwehrfahrzeugen.
Die letzten Langhauber in Europa finden sich heute noch als Militärfahrzeuge (z. B. von Renault, Mercedes-Benz, sowie der Ural): Für maximale Bodenfreiheit ist hier der Rahmen bereits stark angehoben, weshalb eine Standard-Frontlenkerkabine beim Transport auf normalen Flachwagen der Eisenbahnen zu hoch wäre. Frontlenker für das Militär, die auf normale Flachwagen passen sollen, werden deshalb mit dem Motor nicht unter, sondern hinter der Fahrerkabine ausgestattet. Werden militärische Langhauber in Drittweltmärkten auch von zivilen Nutzern nachgefragt, können sie deutliche Preisvorteile gegenüber Kleinserien von Spezialfahrzeugen bieten.
Kurzhauber sind heute noch bei leichten Lkw und Kleintransportern üblich (z. B. Mercedes-Benz Vario, Iveco Daily, Ford Transit). Im Segment der Kleintransporter haben Kurzhauber den Frontlenker auf den europäischen Märkten sogar wieder zurückgedrängt.
Außerhalb Europas sind Hauber teilweise wesentlich weiter verbreitet, z. B. in den USA oder Australien, wo die Verkehrsflächen im Allgemeinen deutlich großzügiger bemessen sind. In den USA bestand die Fahrzeugflotte um 1980 mehrheitlich aus Frontlenkern, wofür die gleichen Gründe ausschlaggebend waren wie in Europa. Im Rahmen der Deregulierung unter Ronald Reagan wurde die Längenbeschränkung für Lastkraftwagen aufgehoben, nur die Laderaumlänge blieb beschränkt. Dies führte zu einer drastischen Verschiebung hin zu Langhaubern (überwiegend der Marken Freightliner, Volvo, Peterbilt, Kenworth, Mack und Western Star). Frontlenker werden dort als COE (für Cab over engine) oder kurz Cabover bezeichnet. Während sie um 1980 das Bild von Rastplätzen an US-Highways prägten, sind sie heute sehr selten anzutreffen.

## Galerie

Langhauber
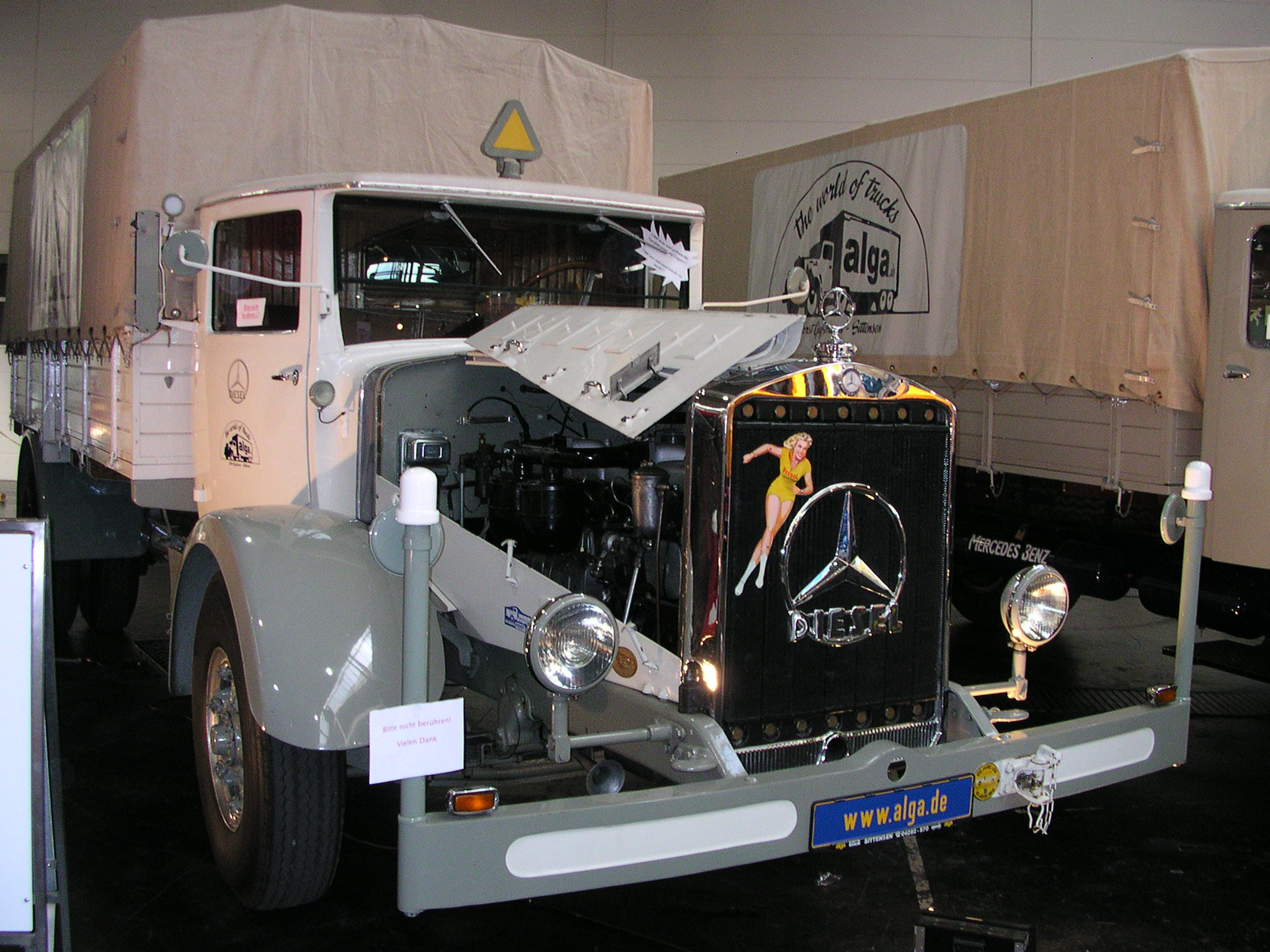
Schwerer Langhauber aus den 1930er Jahren: Mercedes-Benz L 6500
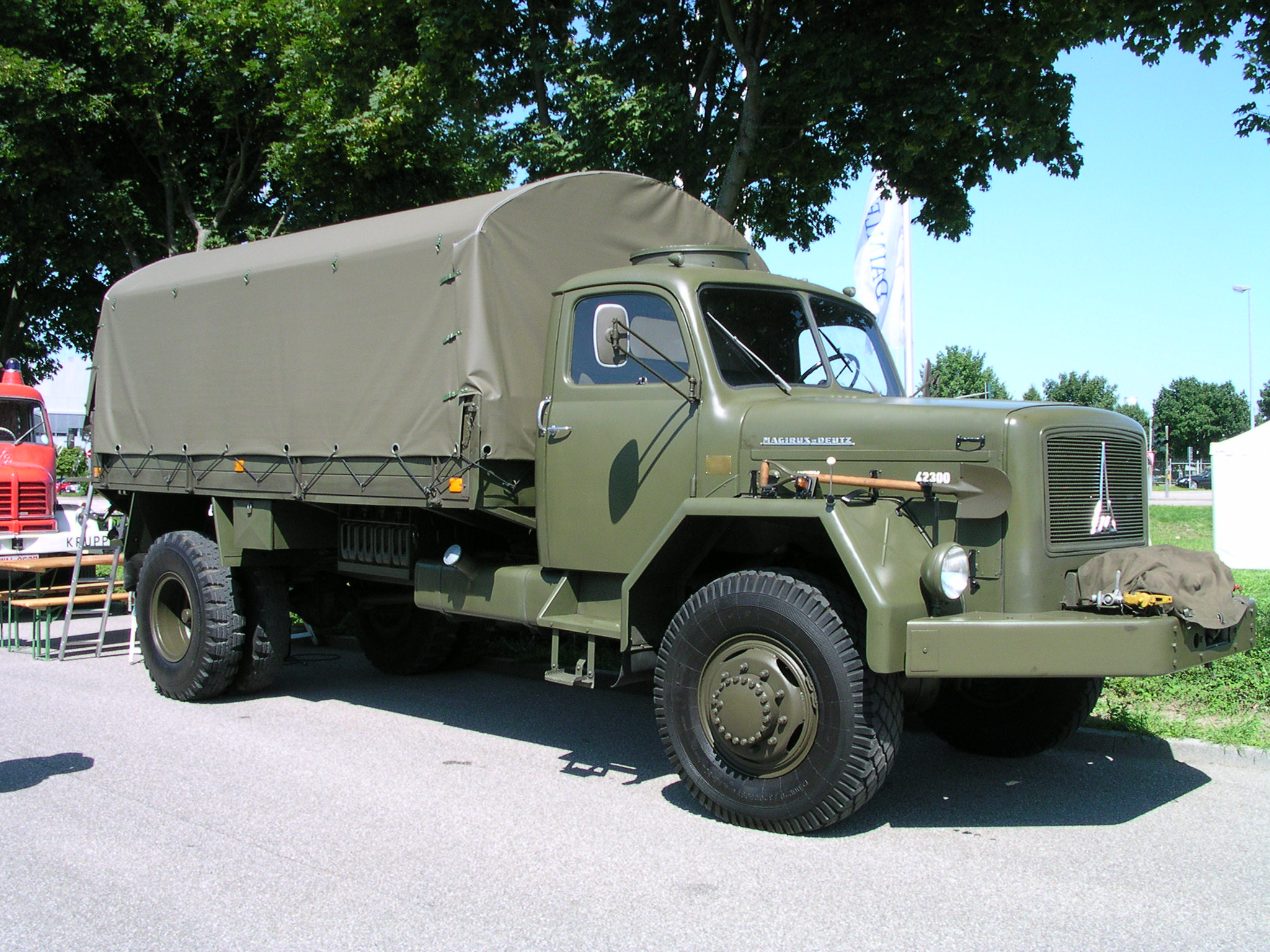
Schwerer Langhauber von etwa 1960: Magirus-Deutz A 6500
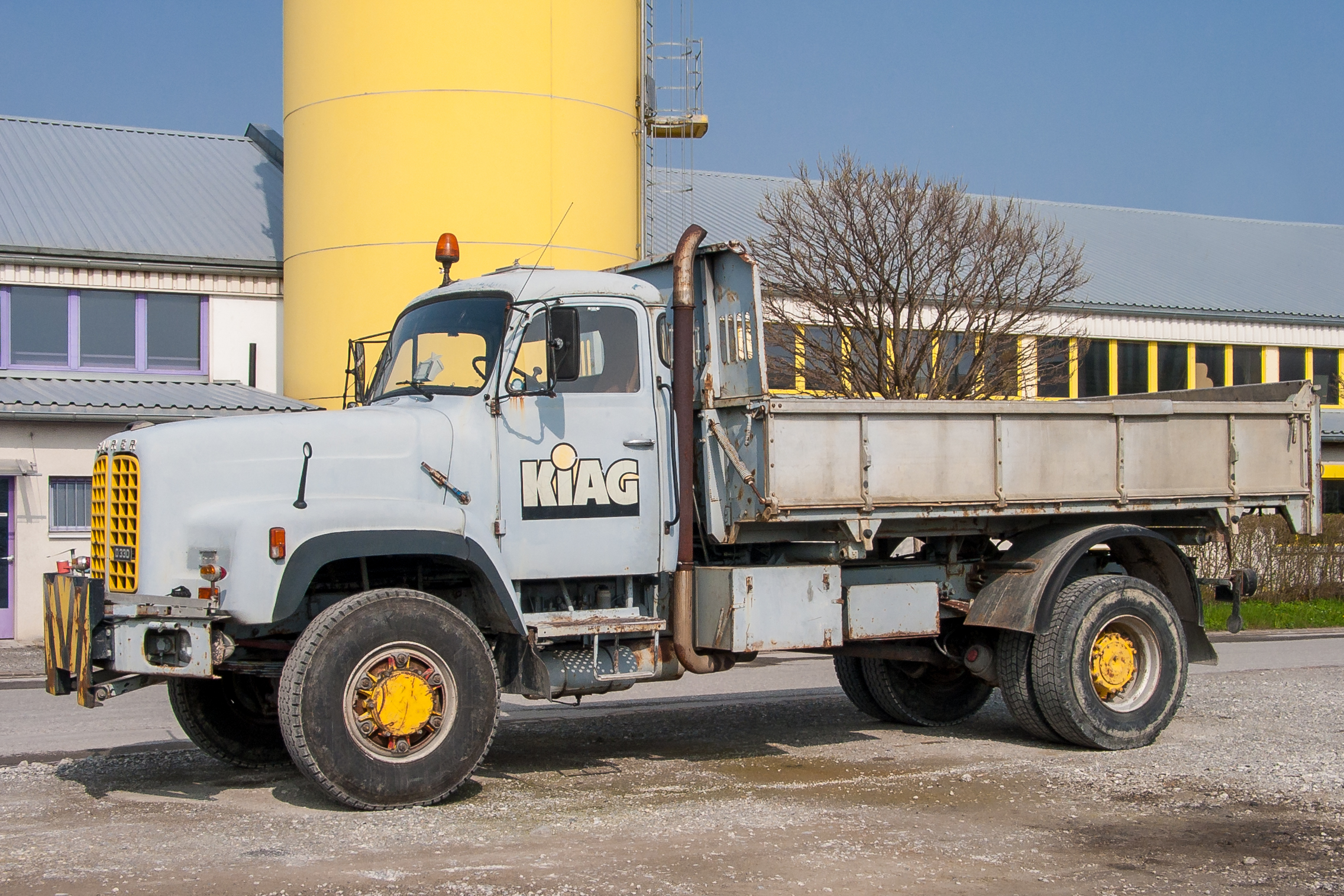
Dreiseitenkipper Saurer D330
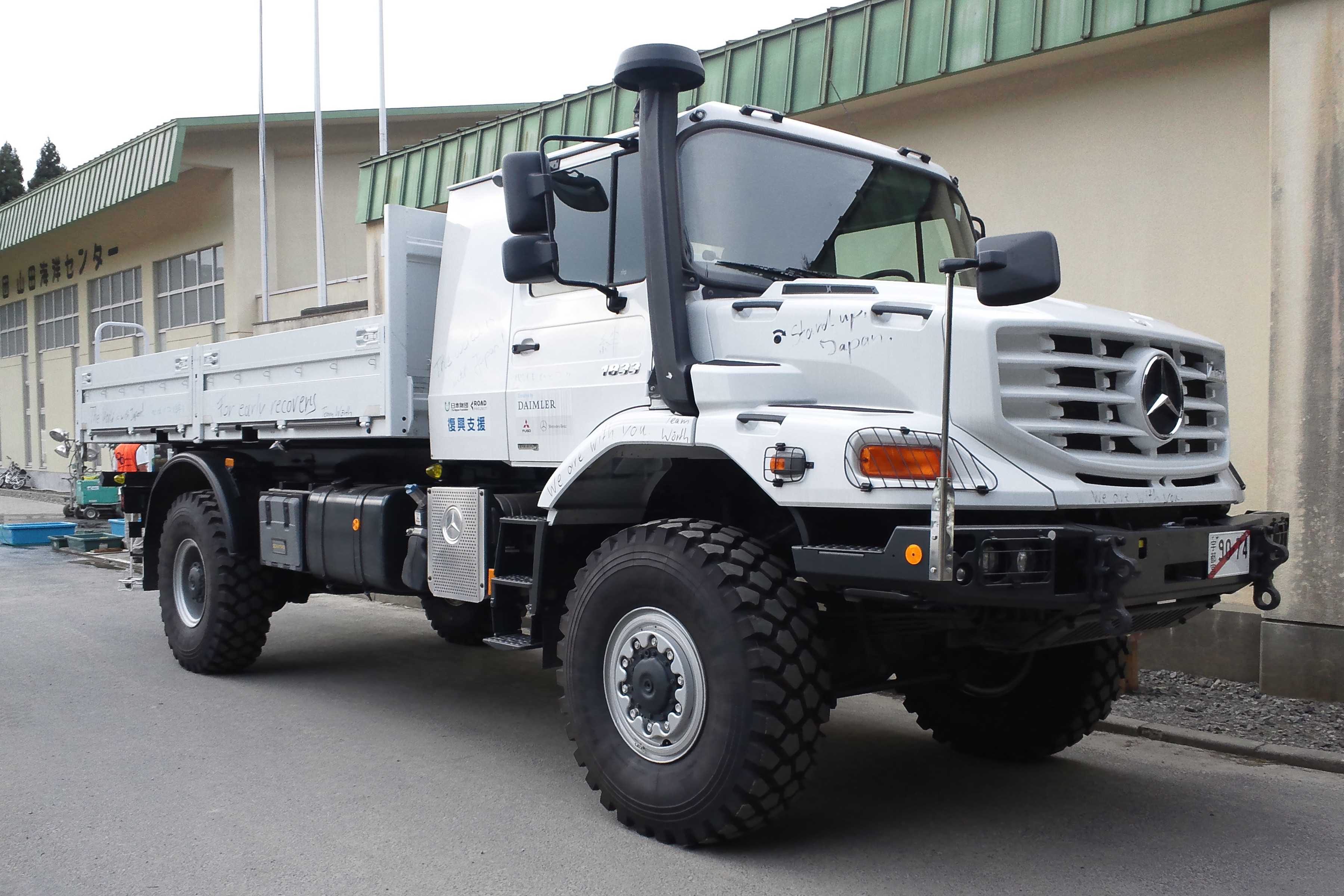
Moderner Langhauber: Mercedes-Benz Zetros
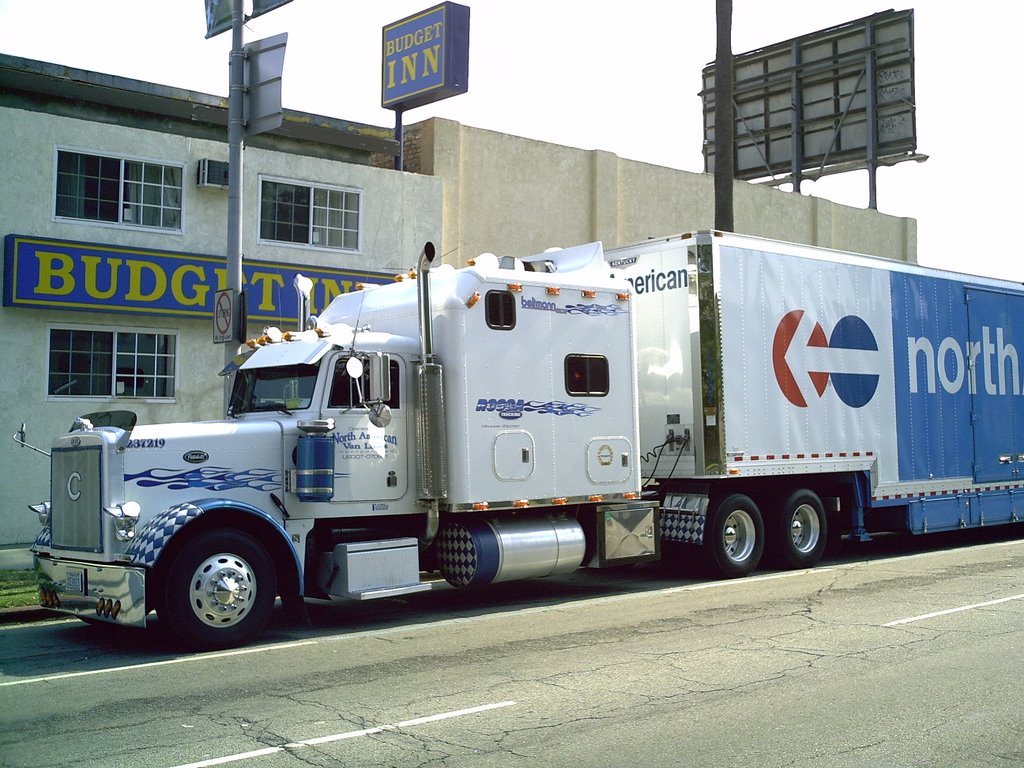
Typisch US-amerikanischer Langhauber: Peterbilt

Kurzhauber
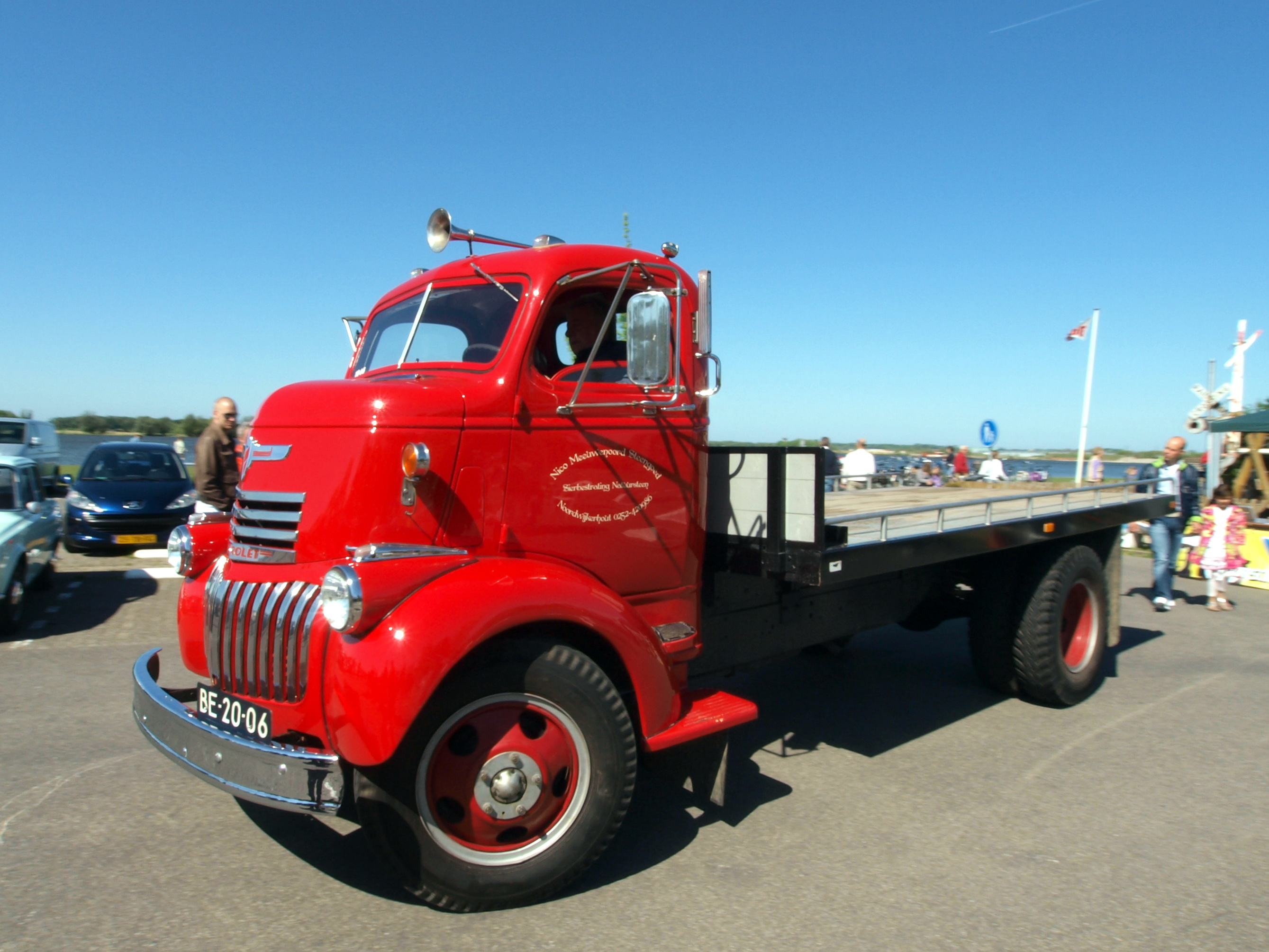
Chevrolet 4600 Kurzhauber
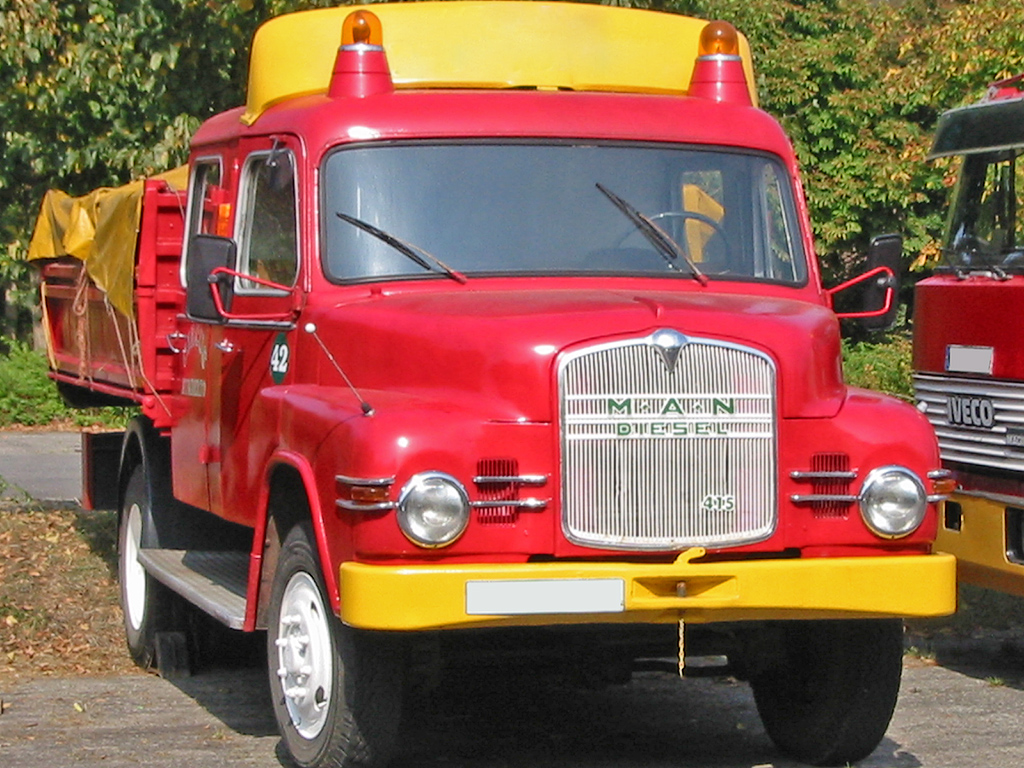
Kurzhauber von Ende der 1950er bis Ende der 1960er Jahre (M.A.N.)
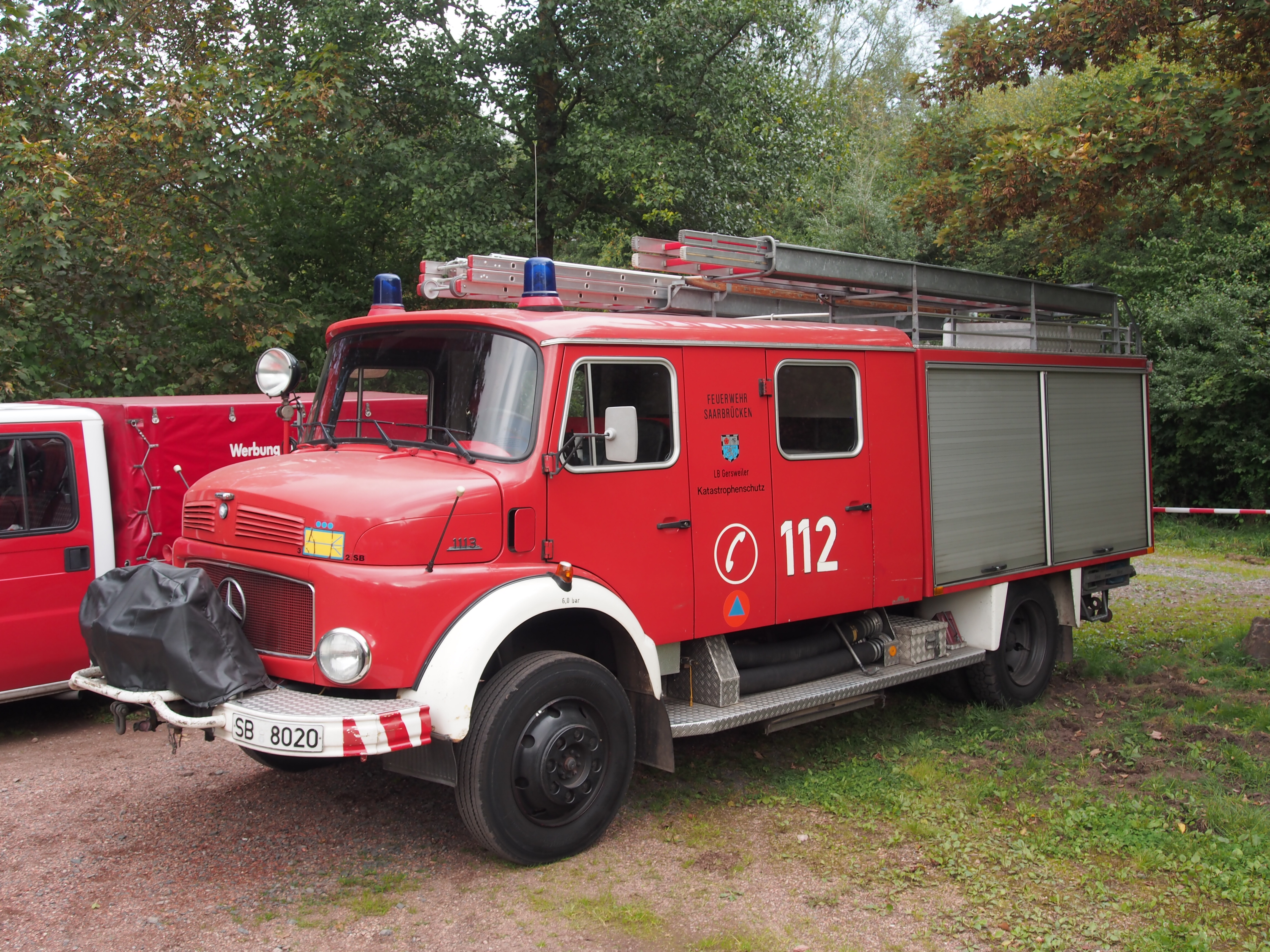
Heute noch anzutreffender Kurzhauber der 1980er Jahre: Löschgruppenfahrzeug 16 auf Fahrgestell des Mercedes-Benz LAF 1113
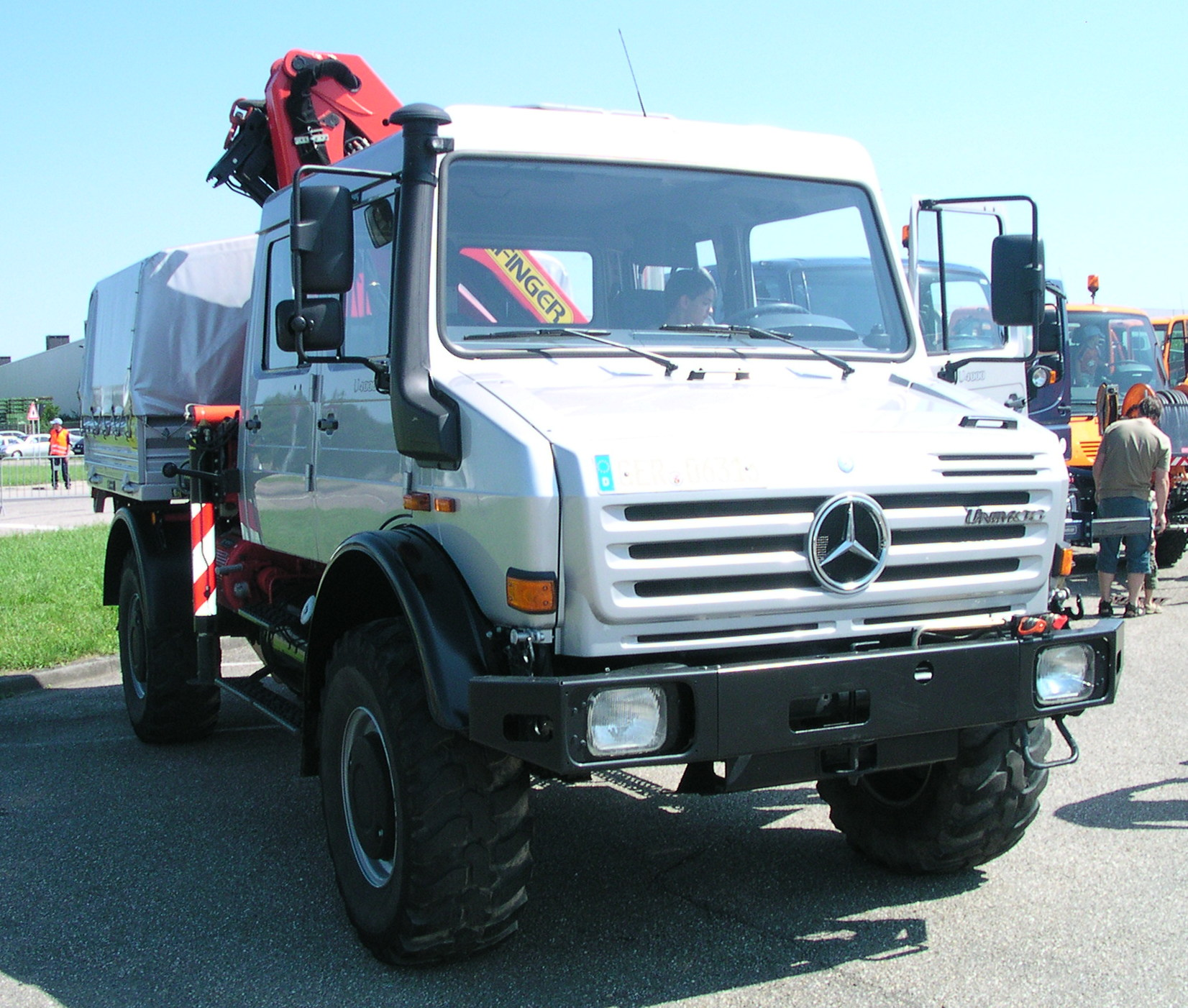
Unimog 437.4 (2006)
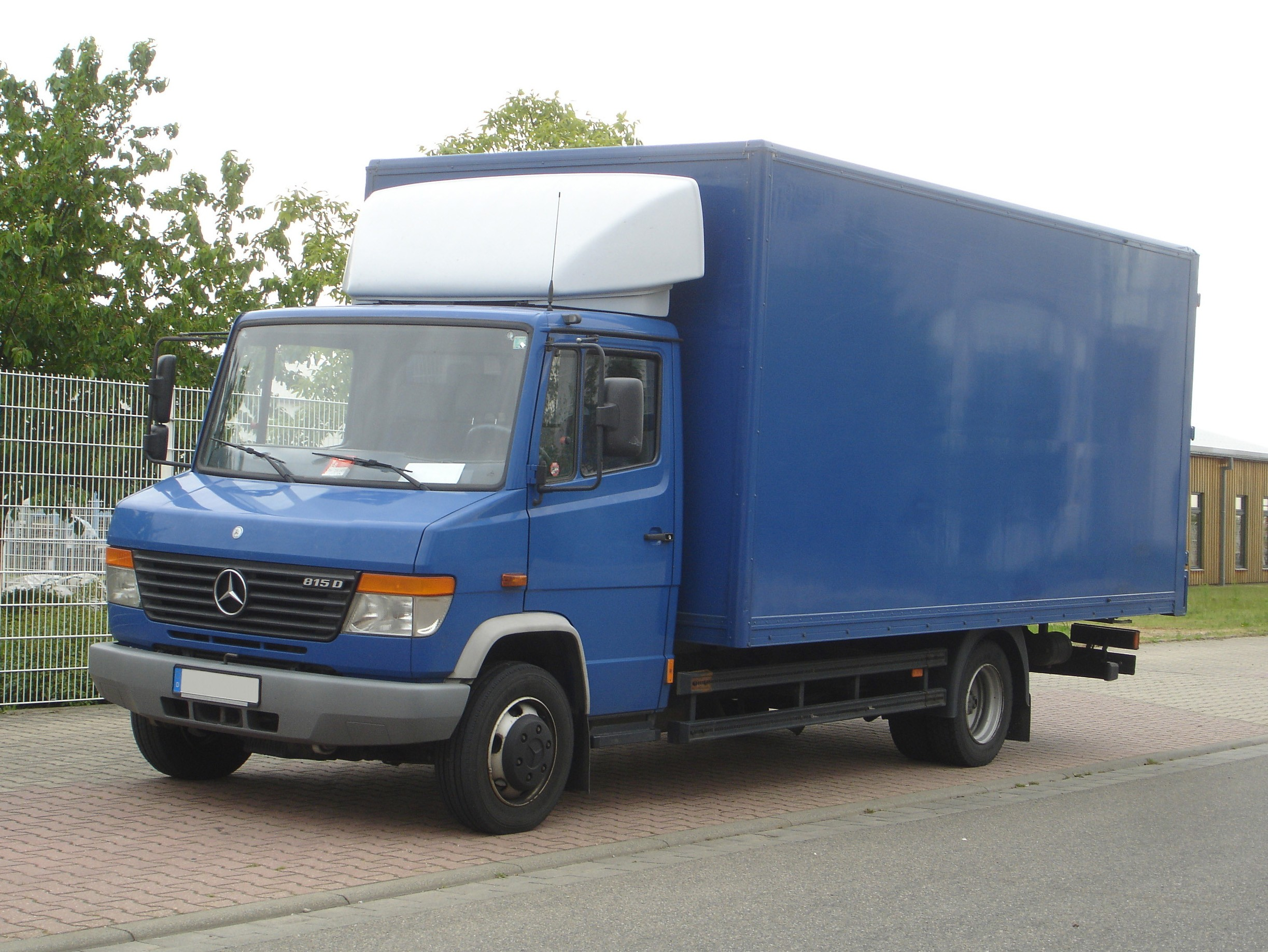
Großtransporter mit Kurzhaube: Mercedes-Benz Vario

Frontlenker
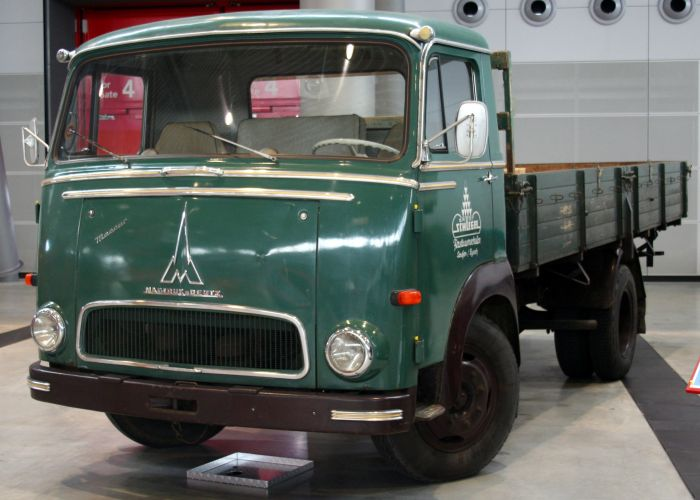
Rundlicher Frontlenker von etwa 1960 mit feststehender Kabine: Magirus-Deutz
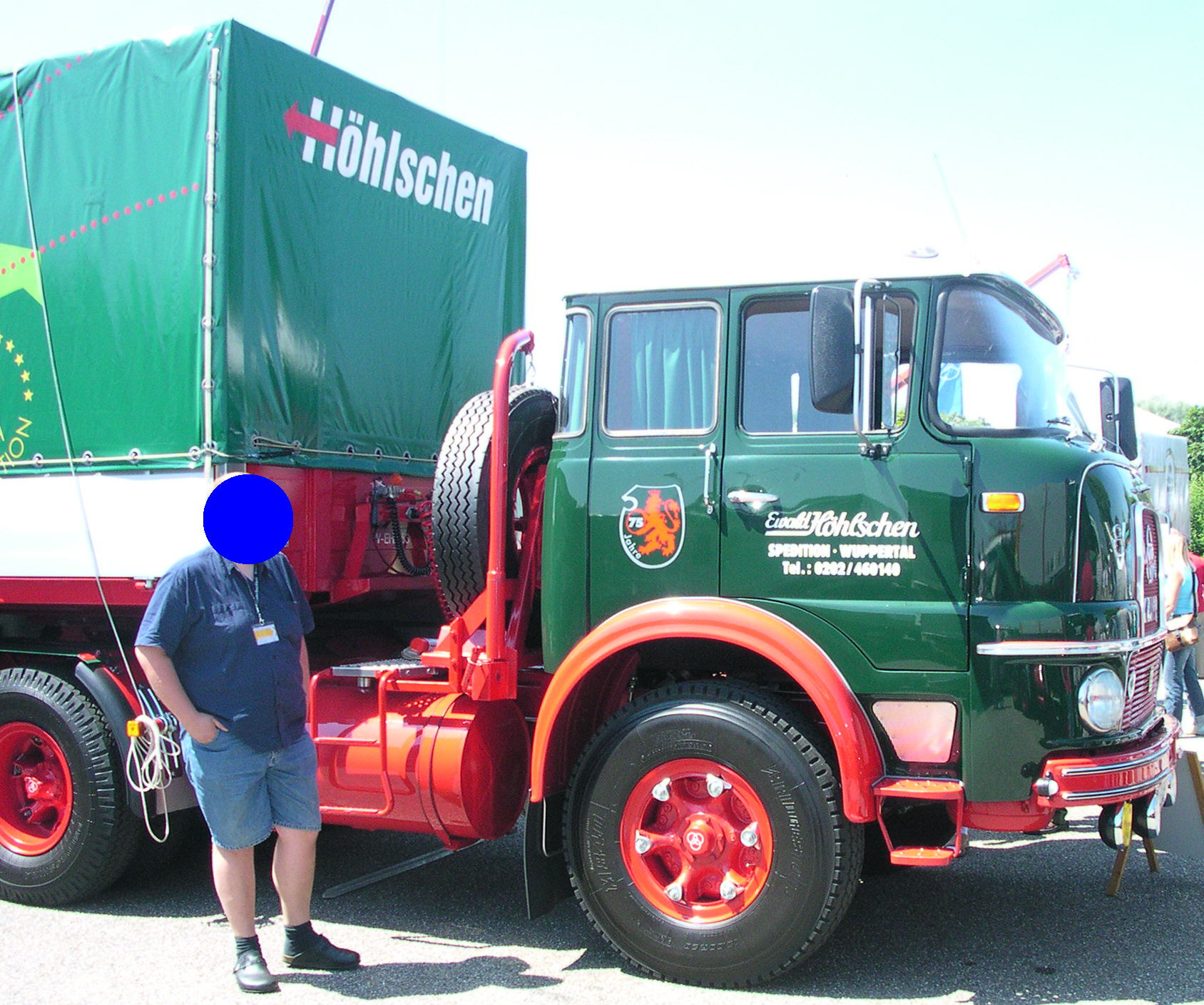
Rundlicher Krupp Frontlenker
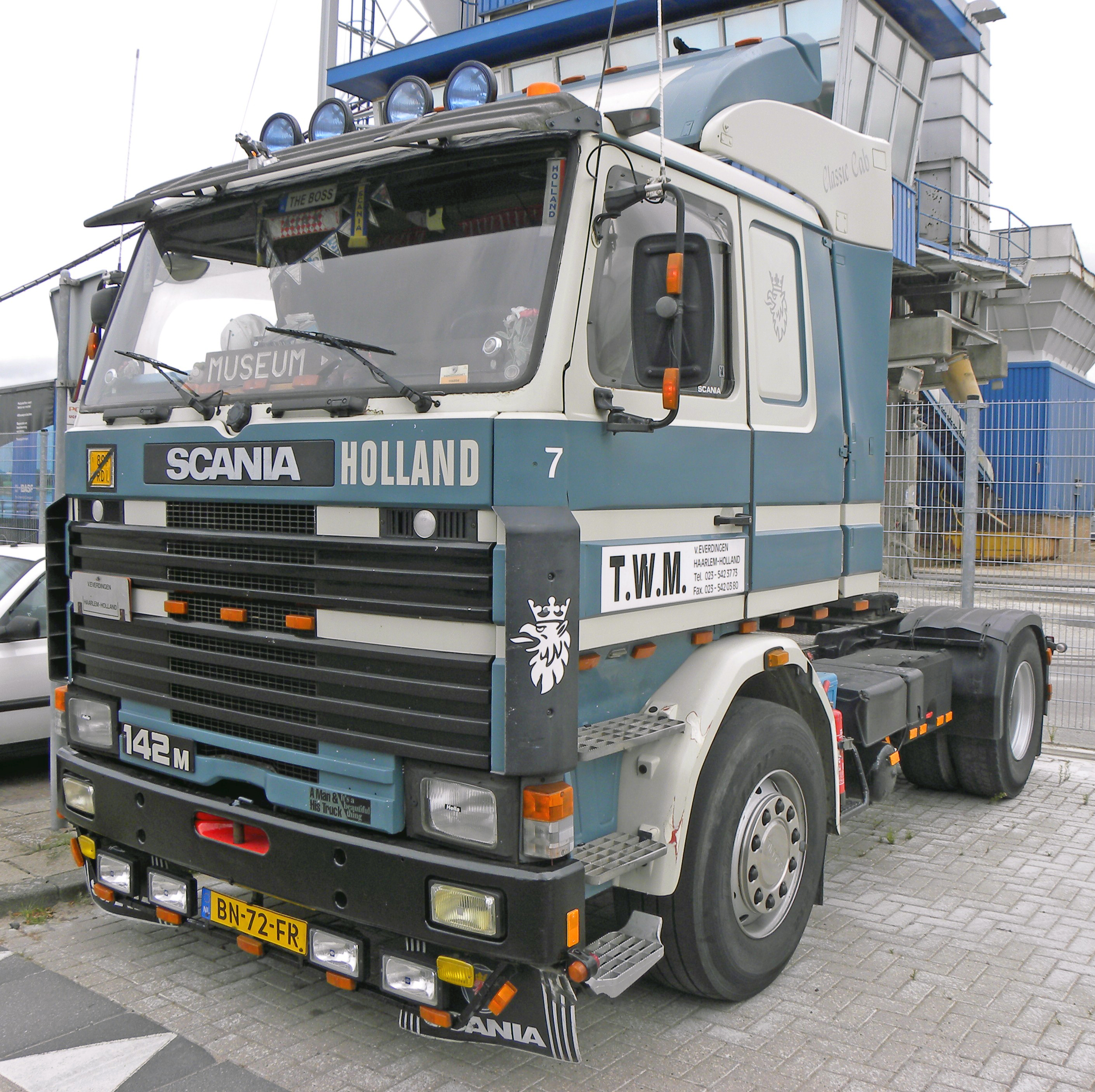
Scania 2er-Serie (1980er Jahre)
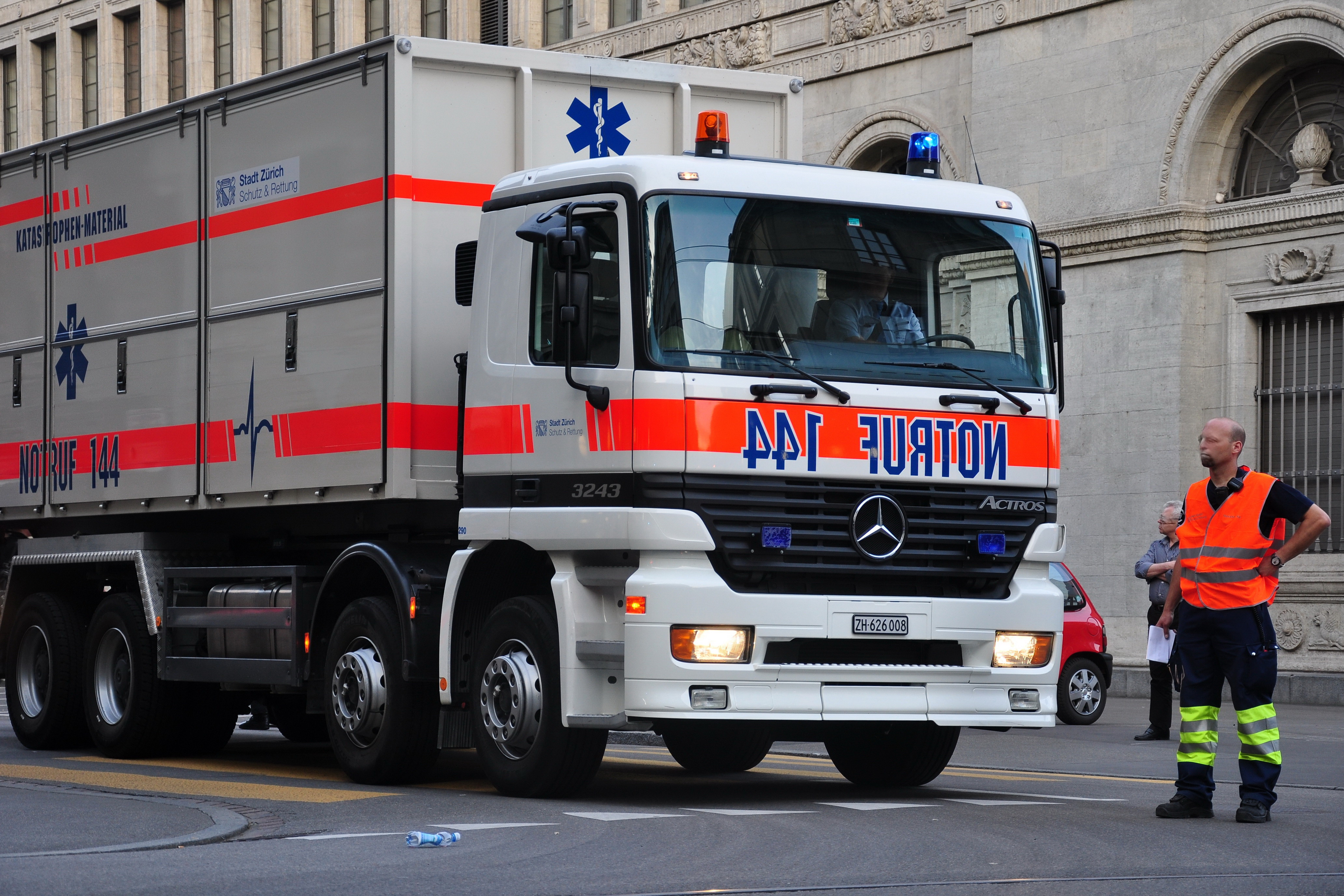
Mercedes-Benz Actros (1990er Jahre)
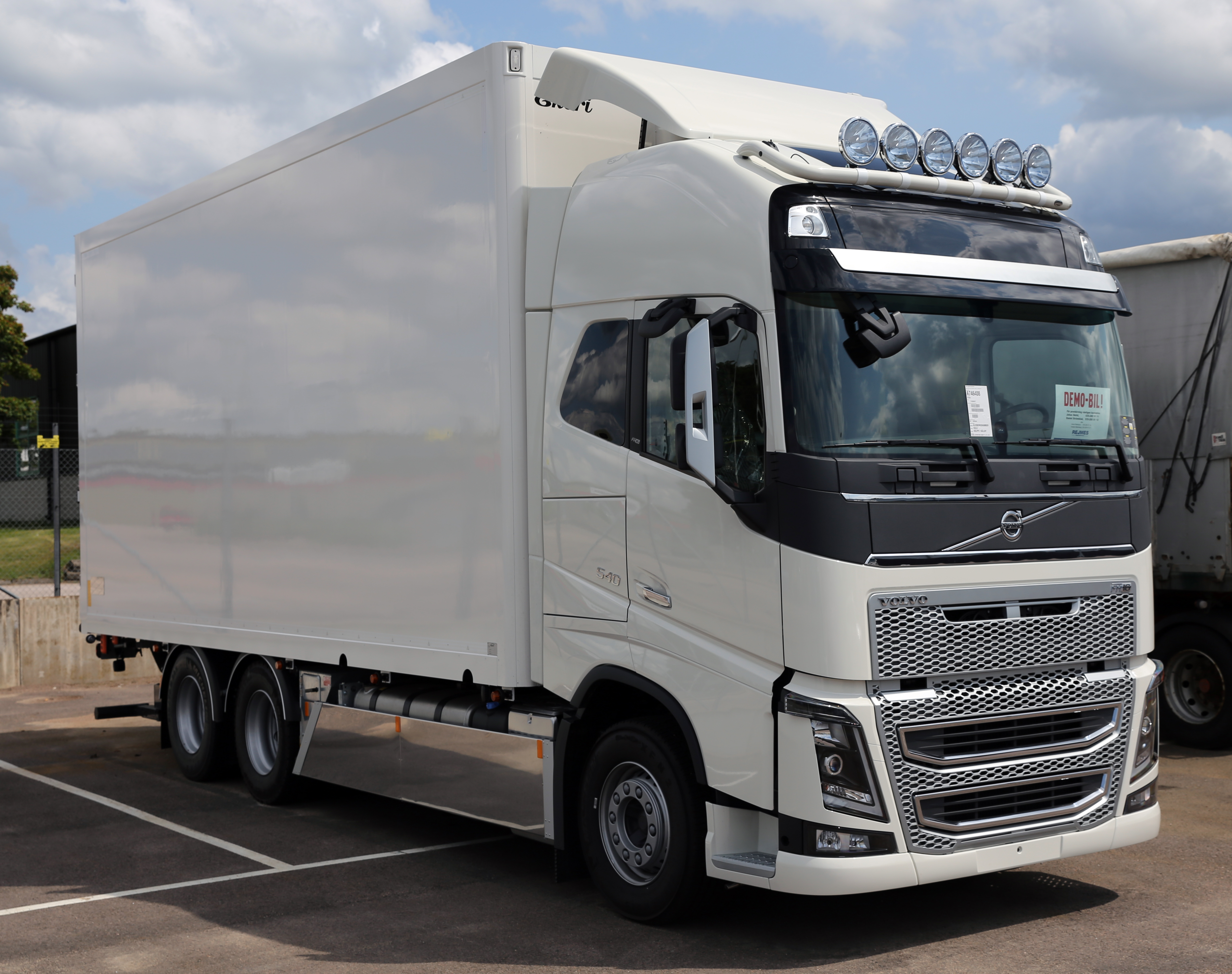
Volvo FH (2013)
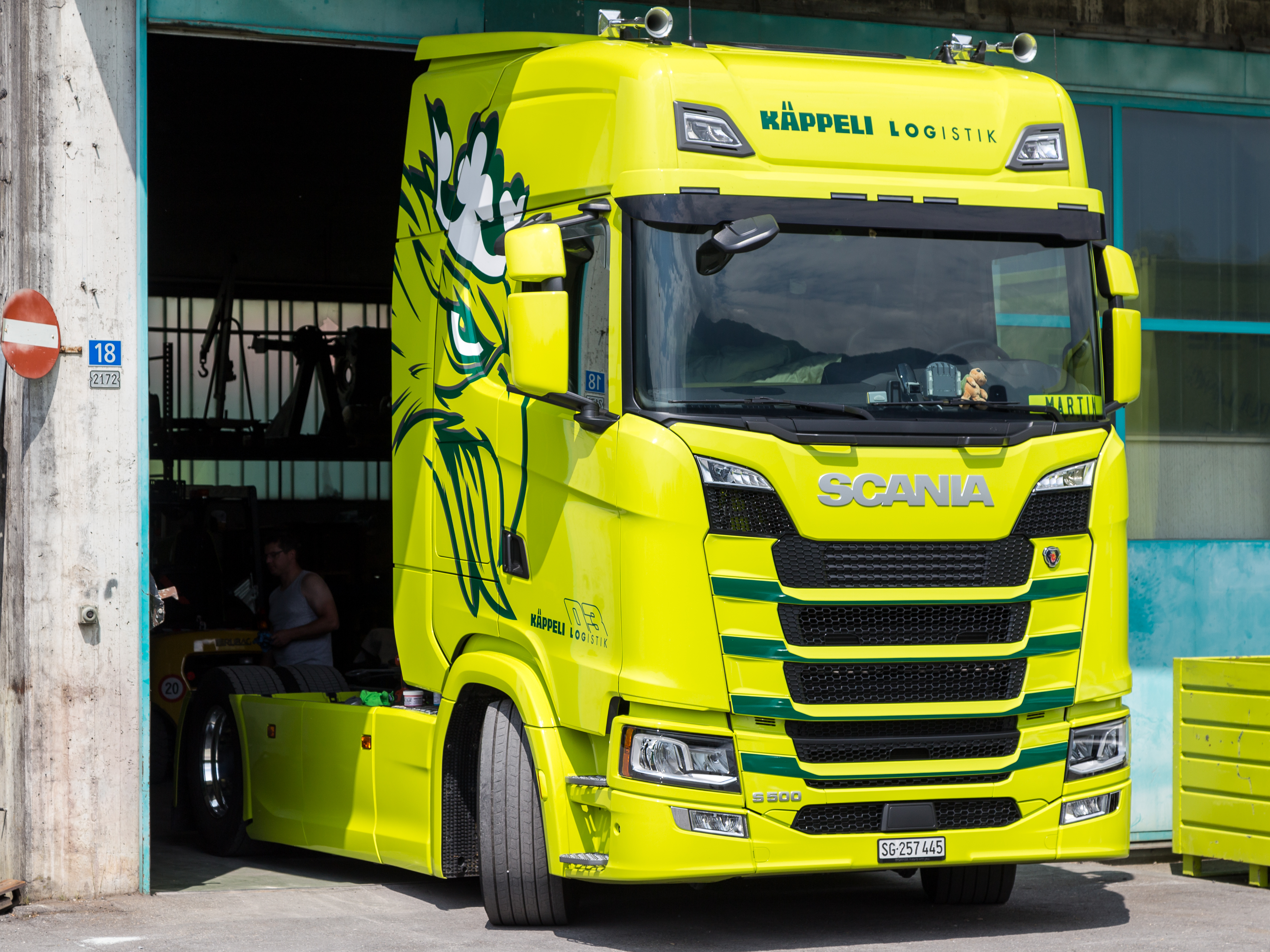
Scania S500 (2017)

Seitlich
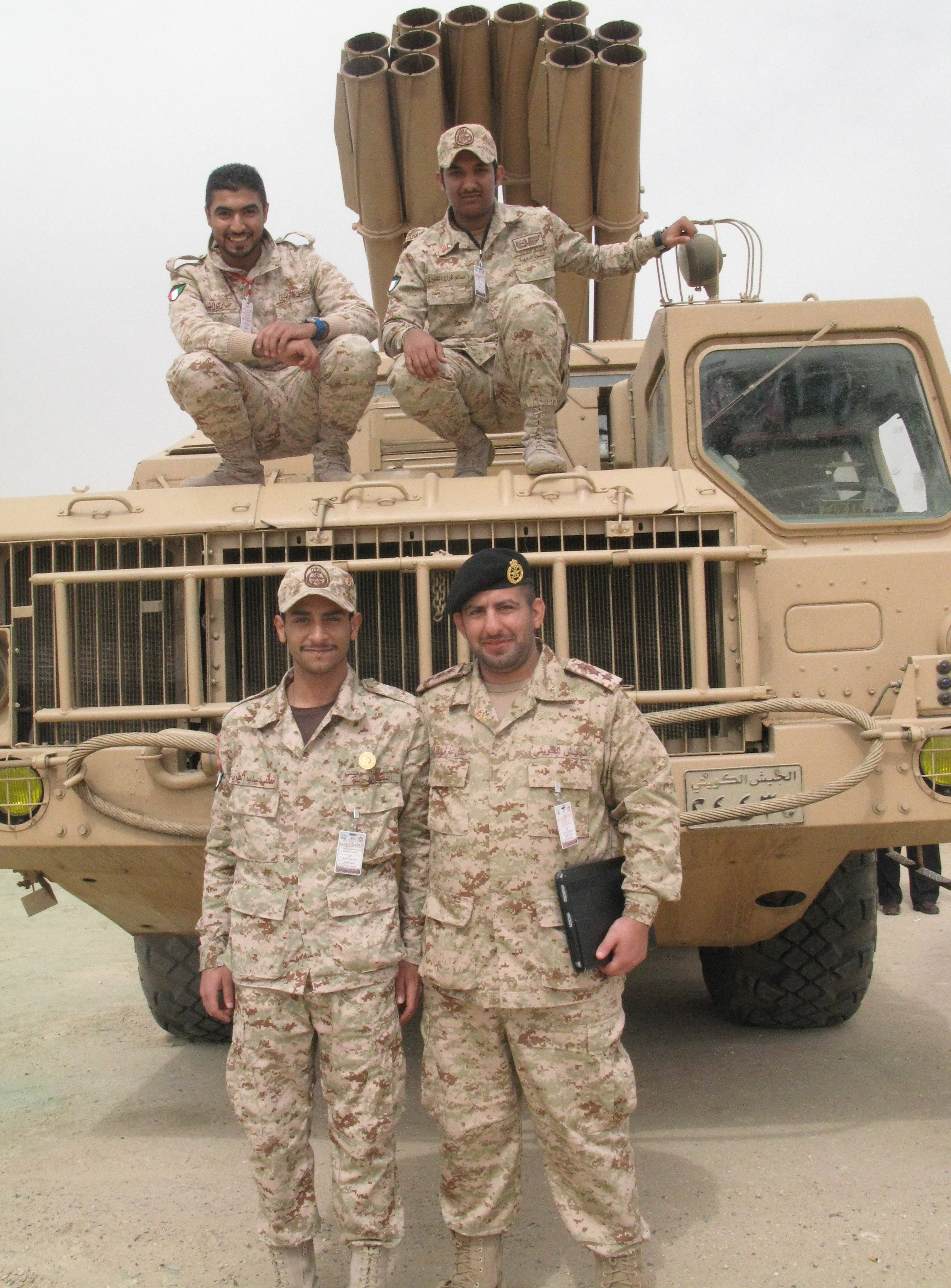
Motorhaube liegt seitlich: BM-30
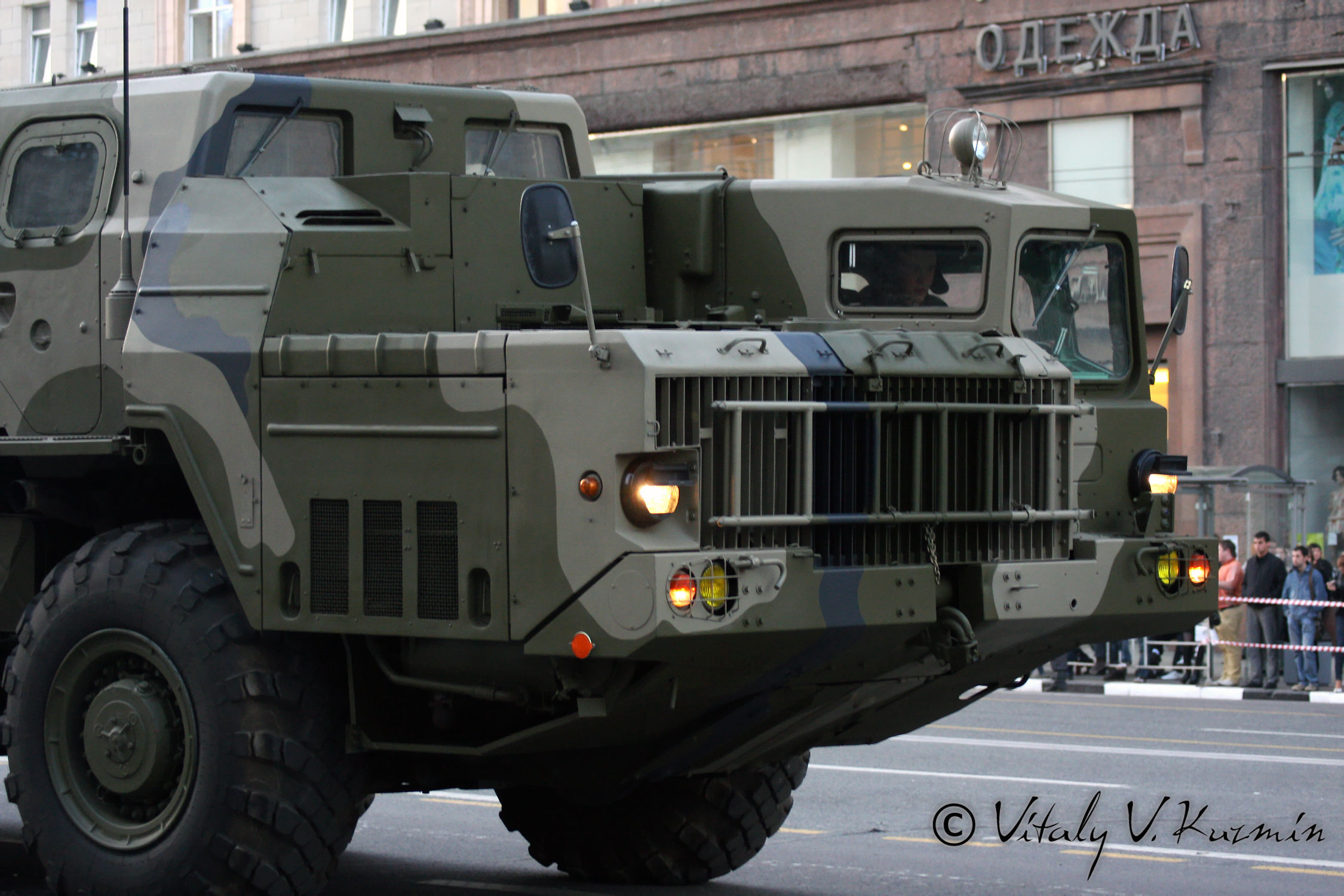
Führerhaus vorne einseitig seitlich BM-30